# Gunnar Bergsten (fotbollsspelare)
Gunnar Gerhard Verner Bergsten, född 28 februari 1910 i Ekeby församling, död 27 september 1985, var en svensk fotbollsspelare.
Bergsten representerade Landskrona Bois i Allsvenskan 1930/1931–1940/1941. Sammanlagt gjorde han 173 allsvenska matcher (1 mål) för klubben. Han spelade 1934 en B-landskamp för Sverige.
Bergsten var bror till Kurt Bergsten, som också spelade i Landskrona.